# Ramatoulaye Seck
Pour les articles homonymes, voir Seck.
Ramatoulaye Seck est une femme politique sénégalaise, député de 1983 à 1993. 

## Biographie
Ramatoulaye Seck est membre du Parti socialiste. Elle est élue à l'Assemblée nationale en 1983 où elle siège durant deux législatures, jusqu'en 1993.
Elle est élue aux côtés d'Arame Diène et Aïda Mbaye. Les trois femmes sont devenues connues pour leur charisme et leurs capacités en politique bien qu'elles n'aient pas suivi une éducation académique.